# اللغة اليديشية
اللغة الييدية وتسمى باليديشية (ייִדיש، يِيدِيش/אידיש، إِيدیش) (بالإنجليزية: Yiddish) هي وحسبما جاء في الموسوعة العربية العالمية لغة يهود أوروبا وقد نمت خلال القرنين العاشر والحادي عشر الميلاديين من لغات عدة منها الآرامية والألمانية والإيطالية والفرنسية والعبرية.
يتحدثها ما يقارب 1.5 ملايين شخص حول العالم، أغلبهم يهود أشكناز. الاسم يديش هو يديشية لكلمة «يهودية» وقد تكون تقصير لـ«يديش-تايتش» (ייִדיש־טײַטש) أو ألمانية-يهودية.
كانت في البداية لهجة ألمانية خاصة باليهود في أوروبا منذ القرن العاشر الميلادي. وهي مستخدمة الآن في الولايات المتحدة، وبخاصة في مدينة نيويورك بسبب هجرة اليهود الأشكناز إليها. وهناك 80 بالمائة من كلمات اللغة هي ألمانية الأصل بالإضافة إلى بعض الكلمات من اللغتين العبرية والسلافية، وخاصة البولندية بعد هروب اليهود إلى بولندا وشرق أوروبا بسبب الحروب الصليبية. وعادة ما تكتب اللغة اليديشية بالحروف العبرية.
وهي لغة يُتكلم بها في الولايات المتحدة وإسرائيل وبولندا والأرجنتين والبرازيل والمملكة المتحدة وروسيا وكندا وأوكرانيا وبيلاروسيا والمجر والمكسيك ومولدوفا ولتوانيا وبلجيكا وألمانيا وأستراليا وفرنسا وغيرها.
ويصل عدد المتكلمين بهذه اللغة 1,762,320 شخصا. بينما نظام كتابتها مستمد من الحروف العبرية. وتعدّ اللغة الرسمية للأقلية اليهودية المعترف بها في السويد.
ليس لها أي جهاز أو مؤسسة رسمية تنظمها. ولغة اليديش هي لغة ألمانية ليهود الإشكناز. يتكلم بها عبر العالم. وهي خليط من اللهجات الألمانية والعبرية والأرمينية واللغات السلافية وآثار من اللغة الرومانية. وتكتب بالحروف العبرية. وأصل هذه اللغة هو الثقافة الإشكنازية الممتدة جذورها إلى القرن العاشر الميلادي في غاينلاند. ولقد انتشرت بعد ذلك في أوروبا الشرقية وأوروبا الوسطى، وربما في قارات أخرى. وفي المراجع القديمة الباقية، يشار إليها بلغة الإشكناز. ولم يصبح مصطلح يديش أكثر استعمالا وانتشار إلا في حدود القرن الثامن عشر.

## وصلات خارجية
- مركز الكتاب اليديشي
- قواميس يديشية - معهد الأبحاث اليهودية

| لغات يهودية () | لغات يهودية ()                                                                       | لغات يهودية ()            | لغات يهودية ()            |
| أفريقية آسيوية | أفريقية آسيوية                                                                       | أفريقية آسيوية            |                           |
| --- | ------------------------------------------------------------------------------------ | ------------------------- | ------------------------- |
| عبرية | (حقب): الكتاب المقدس \| المشنية \| وسطى \| حديثة                                     |                           |                           |
| (لهجات): أشكنازية \| سفارديمية \| يمنية \| صنعائية \| لغة عبرية فلسطينية \| مزراحية                                                                    |                                                                                      |                           |                           |
| يهودية آرامية (آرامية): برزاني \| هولآولا (كردستان الإيراني) \| لشانا دني (زاخو) \| لشان ددان (آذربيجان) \| لشانيد نشان (اربل)                         |                                                                                      |                           |                           |
| يهودية عربية (عربية): يهودية عراقية \| حاكيتيا \| يهودية يمنية \| يهودية مغربية \| يهودية ليبية \| يهودية جزائرية \| يهودية تونسية                     |                                                                                      |                           |                           |
| أخرى: الكوشيضة: \| كيالا \| قوارة | أخرى: الكوشيضة: \| كيالا \| قوارة                                                    | أمازيغية: يهودية أمازيغية | أمازيغية: يهودية أمازيغية |
| هندو أوروبية |                                                                                      |                           |                           |
| يدشية (ألمانية): مركز كتاب اليديش القومي \| مؤسسة البحوث اليهودية \| مسرح يدشي \| يشيفية إنجليزية \| ينجليزية \| كليزمر لشون                           |                                                                                      |                           |                           |
| يهودية رومانسية: كاتالانية يهودية \| يهودية إيطالية \| لادينو \| يهودية لاتينية \| شوآديت \| زارفاتية \| يهودية برتغالية \| يهودية آراغونية \| تطوانية |                                                                                      |                           |                           |
| يهودية فارسية (هندية إيرانية): | بخارية \| جوهرية \| دزهيدية \| يهودية حمدانية \| غلبايغانية يهودية \| يهودية شيرازية |                           |                           |
| يهودية أصفهانية \| يهودية كرمانية \| يهودية كاشانية \| يهودية بروجردية                                                                                 |                                                                                      |                           |                           |
| يهودية خونسارية \| يهودية كردية \| يهودية يزدية \| يهودية نهاوندية                                                                                     |                                                                                      |                           |                           |
| أخرى: يفانية (هلينية) \| كنعانية (سلافية) \| يهودية مهراتية (هندية)                                                                                    |                                                                                      |                           |                           |
| ألطية | درافيدية                                                                             | لغات كارتفيلينة           |                           |
| كريمشاك \| كارايم | يهودية ملايلامية                                                                     | غورزنيتش                  |                           |